# 樊尚·布里
樊尚·布里（法語：Vincent Boury，1969年6月21日—），法国男子乒乓球运动员。他曾代表法国参加1996年、2000年、2004年、2008年和2012年夏季残疾人奥林匹克运动会乒乓球比赛，获得一枚金牌、二枚银牌和一枚铜牌。